# Йенс Скоу
Йенс Кристиан Скоу (на датски: Jens Christian Skou) е датски биохимик, лауреат на Нобелова награда за химия от 1997 г.

## Ранен живот и образование
Скоу е роден на 8 октомври 1918 г. в Лемвиг, Дания в заможно семейство. Баща му е продавач на дървесина и въглища, а майка му поема ръководството на компания след смъртта на баща му. На 15-годишна възраст Скоу е приет в училище-пансион в Хаслев, Шеланд. Завършва специалност медицина от Копенхагенския университет през 1944 г., а през 1954 г. завършва докторантура. Започва работа в Орхуския университет през 1947 г., където става професор по биофизика през 1977 г. През 1988 г. се пенсионира, но продължава да работи в департамента по физиология (днес част от департамента по биомедицина).

## Научна дейност
Скоу отделя няколко години от клиничното си обучение през 1950-те години, за да изучава действието на локалните упойки. Той открива, че анестетичното действие на някои субстанции е свързано с тяхната способност да се разтварят слой от липидната част на плазмената мембрана. Анестетичните молекули действат на отворите на натриевите канали. Той вярва, че това пречи на движението на натриеви йони, възпрепятствайки нервните клетки от възбуждане и причинявайки анестезия. Скоу смята, че другите видове протеинова мембрана също ще се засягат от местните упойки. Така той решава да разгледа ензим, който е вграден в мембраната и да търси дали свойствата му се засягат от местна упойка. Той разглежда аденозинтрифосфатазата в нервите на морски рак.
Ензимът е там, но дейността му е много променлива, поради което Скоу се нуждае от високо активен ензим за изследването си. В крайна сметка, той успява да открие, че аденозинтрифосфатазата е най-активна, когато се изложи на правилната комбинация от натриеви, калиеви и магнезиеви йони. Едва тогава той осъзнава, че този ензим може да има общо с активното движение на натрия и калия през плазмената мембрана. Тази идея е споменавана и преди, но механизмът ѝ по това време е съвсем неизвестен.
Скоу публикува откритието си, но е предпазлив относно идентифицирането на ензима с активното йонно движение, поради което не използва термина „натриево-калиева помпа“ в заглавието на труда си. Наистина, той осъзнава значението на откритието си постепенно и продължава изследванията си върху местните упойки.
През 1958 г. Скоу прави отчет на работата си върху холинестеразата на конференция във Виена. Там той се запознава с Роберт Пост, който изучава изпомпването на натрий и калий в еритроцитите. Той е открил, че три натриеви йона се изпомпват вън от клетката за всеки два калиеви йона, които се изпомпват в нея. В изследването си той използва токсичното вещество уабаин, което възпрепятства изпомпването.
През 1997 г. Йенс е награден с Нобелова награда за химия заедно с Пол Бойер и Джон Уокър за откритието си на калиево-натриевата помпа. Той продължава да се занимава с наука и след това, публикувайки трудове до 94-годишна възраст. Умира на 28 май 2018 г. в Орхус, няколко месеца преди да навърши 100 години.